# Trichohammus granulosus
Trichohammus granulosus là một loài bọ cánh cứng trong họ Cerambycidae.